# Ligne KW

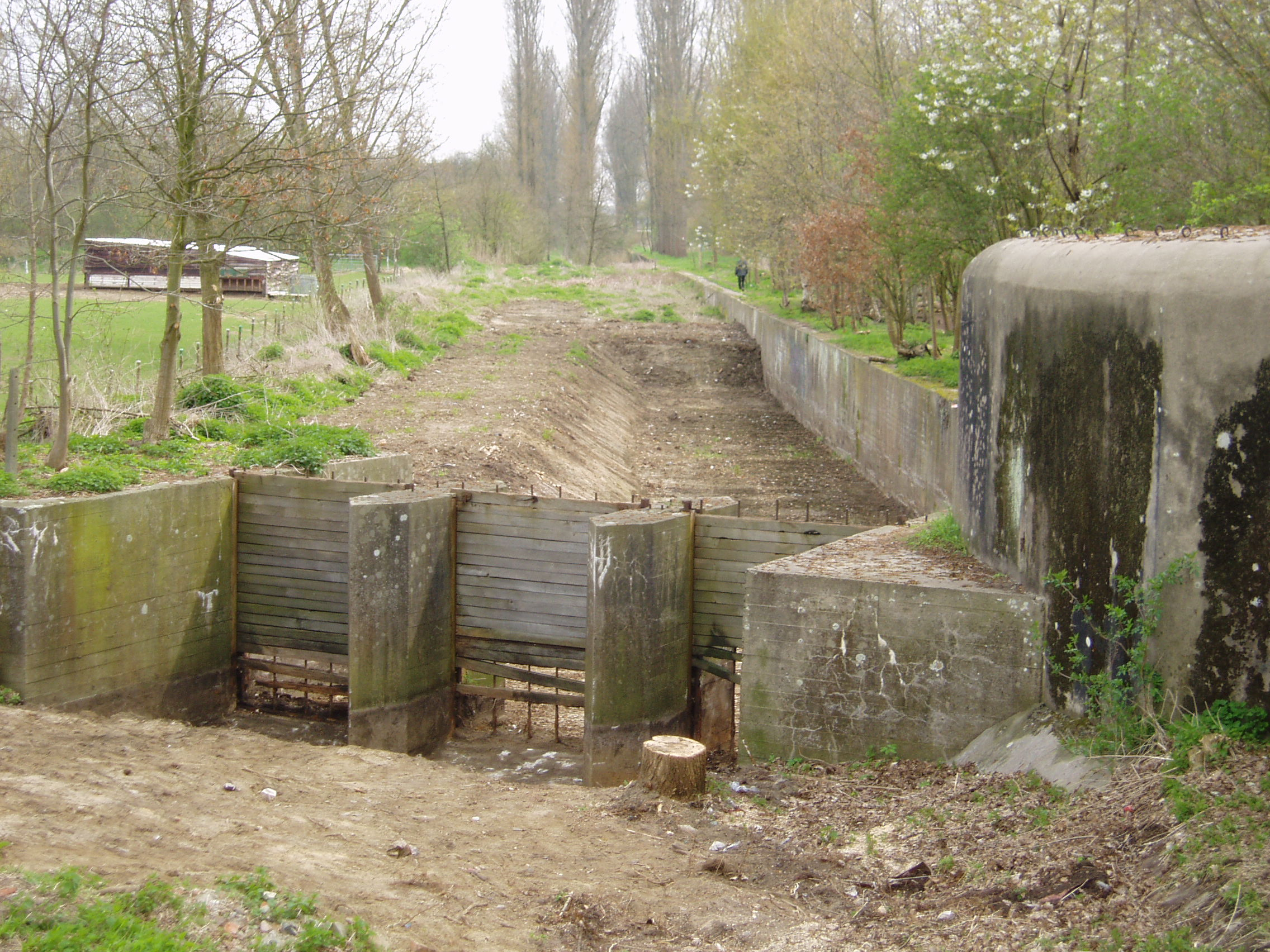
Vue sur le bunker H4 et le complexe d'écluses qui permettait de mettre sous eau un fossé et de former un mur antichar à Haacht

La ligne KW (en néerlandais KW-stelling ou KW-linie) était une barrière anti-char belge installée entre Koningshooikt et Wavre (d'où le nom KW) conçue comme moyen de défense contre l'invasion allemande dans le centre de la Belgique, au début de la Seconde Guerre mondiale. La ligne KW fut construite entre septembre 1939 et mai 1940 principalement le long de la Dyle, sur ordre du ministère de la Défense belge.
Les fortifications consistaient en une série de casemates de combats, de casemates de communications, de fossés antichars et de structures en acier (élément Cointet, tétraèdres et barres de fer). Elle était connue chez les Alliés sous le nom de Ligne de la Dyle et chez les Allemands sous le nom de Mur de fer. La ligne formait, avec la ceinture fortifiée de Liège et le réduit national d'Anvers, le noyau de la défense belge jusqu'en 1940.
Au moment de l'invasion allemande du 10 mai 1940, la ligne étant au nord de l'axe d'attaque allemand, elle n'a connu aucun combat.

## Stratégie de défense belge en 1940
La ligne KW était un élément très important du système belge de défense contre la menace d'invasion allemande en 1940. La « théorie de résistance » en faisait la position vers où les armées française et britannique pourraient se placer si la Belgique était envahie.

### Ligne d'alerte
Cette ligne avait comme but principal de détecter et de signaler chaque franchissement de la frontière. La ligne d'alerte courait le long de la frontière avec les Pays-Bas (Limbourg néerlandais) et avec l'Allemagne. Cette ligne était gardée par des unités avancées des brigades territoriales de la gendarmerie et, en Ardenne, par des avant-gardes de chasseurs ardennais. Après la chute des positions stratégiques comme les ponts, ces troupes avaient ordre de se retirer en combattant par des feux éloignés dans le but d'éviter l'encerclement.

### Ligne avancée
Cette ligne avait comme tâche principale de tester la forces des troupes allemandes et résister autant que possible pour permettre aux troupes de gagner la ligne de protection. De plus, elle devait bloquer les routes et les rendre inutilisables. La ligne avancée courait le long de la frontière, d'Anvers jusqu'à Arlon via Maaseik. En Campine, elle passait derrière le canal Dessel-Turnhout-Schoten et la partie belge du Zuid-Willemsvaart. Cette ligne était gardée par les chasseurs ardennais et les cyclistes-frontière.

### Ligne de protection
Cette ligne était gardée par 14 divisions, plus de la moitié de l'armée belge. La ligne courait le long du canal Albert, de la Meuse jusqu'à Namur. Le long du canal Albert, il y avait un bunker tous les 600 m avec deux mitrailleuses (à la hauteur du niveau de l'eau). Tous les ponts étaient minés, les champs inondés et des obstacles anti-chars avaient été construits.

### Ligne de résistance
C'est la ligne KW qui commence au fort de Koningshooikt, fort de la position fortifiée d'Anvers, passe par Lierre, Louvain, Wavre, Gembloux jusqu'à Rhisnes où elle fait la liaison avec la position fortifiée de Namur. La ligne de résistance était la ligne où les armées alliées devaient se positionner en cas d'invasion allemande.

### Installations intérieures
Il s'agit notamment de la ligne Wavre-Ninove, une ligne continue d'obstacles antichars entrecoupée de bunkers, le Nationaal Bolnetwerk le long du canal Gand-Terneuzen (qui n'était pas encore terminé), la protection du littoral et les démolitions prévues le long de la frontière française (Semois, Sambre et les canaux hennuyers).

### Inventorisation et accès
En 2009, le Regionaal Landschap Dijleland et le groupe de travail K.W.-Stelling ont entamé ensemble, avec d'autres partenaires, un projet visant à répertorier les vestiges de la ligne. Dans ce projet, l'accès aux vestiges fut une priorité. Le résultat est un site contenant des renseignements généraux, une base de données et un circuit cycliste de 30 km dans la région de Wespelaar, Tildonk, Veltem et Buken.

## Impact sur l'invasion allemande de 1940
La ligne KW s'est avérée vaine car les troupes allemandes purent pénétrer à travers les Ardennes et plus tard percer vers la France et ont donc été en mesure de contourner la ligne.

## Source
- (nl) Cet article est partiellement ou en totalité issu de l’article de Wikipédia en néerlandais intitulé « KW-stelling » (voir la liste des auteurs).